# رون-توربن هافمن
رون-توربن هافمن (زاده ۴ آوریل ۱۹۹۹) یک بازیکن فوتبال است که در پست دروازه بان برای تیم بایرن مونیخ بازی میکند

## عملکرد باشگاهی
هافمن اولین بازی خود در لیگا ۳ را در ۳۰ ژوئیه ۲۰۱۹ برای بایرن مونیخ ۲ و در بازی خارج از خانه در مقابل هانزا روستوک انجام داد.

## عملکرد ملی
هافمن در سال 2016 دو بازی برای تیم ملی زیر 18 سال آلمان انجام داد و در یک بازی دوستانه برابر جمهوری ایرلند در ۱۳ نوامبر ۲۰۱۶ یک نیمه بازی کرد.